# بابل (فیلم ۲۰۰۶ هندی)
«بابل» یا پدر عروس (انگلیسی: Baabul؛ هندی: बाबुल) یک فیلم درام هندی به کارگردانی راوی چوپرا است که در سال ۲۰۰۶ منتشر شد. بازیگران اصلی این فیلم آمیتاب باچان و رانی موکرجی هستند.

## داستان
این فیلم به رابطه ی خانواده ی شوهر با عروس ٬عشق و ازدواج مجدد و برخی سنت‌های قدیمی و نادرست می‌پردازد.

## بازیگران
- آمیتاب باچان
- هما مالینی
- سلمان خان
- رانی موکرجی
- جان آبراهام
- اوم پوری
- شارات ساکسنا
- امان ورما